# 日本宗教連盟
公益財団法人日本宗教連盟（こうえきざいだんほうじんにほんしゅうきょうれんめい）は、日本の財団法人。日本における宗教団体相互の連絡、宗教文化の興隆、さらに世界平和への貢献を目的とする。日本の宗教団体のナショナルセンター、利益団体である。略称は日宗連。事務所は、東京都港区芝公園の明照会館内に所在する。

## 概要
日本宗教連盟は、「教派神道連合会、財団法人全日本仏教会、日本キリスト教連合会、神社本庁、財団法人新日本宗教団体連合会（以下「協賛者」という）およびその他の団体との親密な提携によって、日本国憲法が規定する信教自由と政教分離の精神のもとに、宗教文化の振興を図り、道義に基づく文化日本の建設に寄与し、もって、世界平和の確立に貢献することを目的」としている。
主な事業は、宗教教誨事業への協力、宗教と税制シンポジウムの開催、意見書・要望書などの声明文の発表、各種審議会や各種式典への関係者出席、年刊「日宗連通信」の発行など。
翼賛体制の下、戦争協力のため1944年（昭和19年）9月29日に結成された、前身である｢大日本戦時宗教報国会｣の存在があったが、1945年（昭和20年）10月21日に｢日本宗教会｣として改称。さらに1946年（昭和21年）6月2日に、「日本宗教会」が改まり、｢日本宗教連盟｣が結成され、法人登記された。1952年（昭和27年）に新日本宗教団体連合会が加入、2012年（平成24年）に財団法人から公益財団法人へ移転登記。
所管は、文部科学省文化庁文化部宗務課。

## 宗教法人への持続化給付金をめぐる問題
2020年5月、日本宗教連盟は、新型コロナウイルス対策として持続化給付金の対象に宗教法人を加えるよう政府与党や関係省庁に要望した。公益財団・社団やNPO法人などが給付対象とされ、同じ公益法人の宗教法人だけが外されていることを疑問視し、「宗教法人が公益法人等として支給対象となるよう、要望します」と述べ、さらに「対象外とされた風俗業や政治団体と宗教団体が同列視されている」ことにも苦言を呈した。しかし、自民党総務会は「憲法第89条違反の疑いがある」として宗教法人は持続化給付金の対象外とした。

## 声明
同団体は折りに触れ声明や意見を発表している。2025年3月、世界平和統一家庭連合の解散命令の決定が東京地裁でなされた結果を受けて、宗教法人は、法人の適正な管理運営、情報公開、説明責任、法令遵守が求められるとし、連盟としては、世界平和統一家庭連合が財務の透明化を図り被害者救済に応えていくことは社会的責務であると考え、今後この団体が清算手続等を通じて誠実に被害者の方々に向き合い、被害者の方々の救済が実現されることを願うとし、自らも今後とも公益法人としていっそう自戒し襟を正していくとの声明を出した。これにより、解散決定を支持し、被害者救済が進められるべきとの考えを示した。

## 組織
日本宗教連盟は、教派神道連合会、財団法人全日本仏教会、日本キリスト教連合会、神社本庁、財団法人新日本宗教団体連合会の5団体を協賛者としている。理事（6名。うち1名は理事長。以下、人数はいずれも2007年（平成19年）3月1日現在。）は、各協賛者から推薦された者（5名）と、その理事全員に推薦された学識経験者（1名）が務める。理事は、理事会を組織して、法人の業務を議決、執行する。理事長は、理事の互選で定められる。通例、各協賛者から推薦された5名の理事が、1年交替で務める。
法人の事務を処理するため、事務局が置かれる。事務局は、各協賛者から推薦された幹事（5名）と主事その他の職員から構成される。事務局長は、理事長を推薦した団体と同じ団体から推薦された幹事が務めている。
また、協賛者から推薦された者および学識経験者を評議員（最大16名）とし評議員会を組織する。参議会は、協賛者が推薦した者の中から監事（3名）を選任するほか、理事会の諮問に応じ、理事長に助言する。監事は、法人の財産の状況、理事の業務執行の状況などを監査する。この他、理事会が推薦した者の中から、理事長が顧問（6名）を委嘱し、理事長の諮問に応じる。

### 役員
| 役職   | 氏名     | 経歴・兼職等                                       |
| ------ | -------- | -------------------------------------------------- |
| 理事長 | 石倉寿一 | 新日本宗教団体連合会理事長、大慧會教団三代会長     |
| 理事   | 宍野史生 | 教派神道連合会理事長、富士道十二世、扶桑教六世管長 |
| 理事   | 池田行信 | 全日本仏教会理事長、浄土真宗本願寺派総長           |
| 理事   | 菊地功   | カトリック東京大司教区第9代大司教、枢機卿          |
| 理事   | 田中恆清 | 神社本庁総長、石清水八幡宮宮司                     |
| 理事   | 黒崎浩行 | 國學院大學神道文化学部教授                         |
| 監事   | 荒井実   | 神社本庁総務部長                                   |
| 監事   | 本山一博 | 新日本宗教団体連合会理事、玉光神社宮司             |
| 監事   | 木村匡成 | 公認会計士                                         |